# Ponce Grand Prix 2014
Ponce Grand Prix 2014 – mityng lekkoatletyczny, który rozegrano 17 maja 2014 w Ponce w Portoryko. Zawody były kolejną odsłoną cyklu World Challenge Meetings rozgrywanego pod egidą IAAF.

## Rezultaty

### Mężczyźni
| Konkurencja:               | 1. miejsce        | Rezultat | 2. miejsce                        | Rezultat | 3. miejsce     | Rezultat |
| Bieg na 100 m              | Richard Thompson  | 10,21    | Keston Bledman                    | 10,24    | Antoine Adams  | 10,27    |
| Bieg na 200 m              | Alonso Edward     | 20,23    | Wallace Spearmon Rolando Palacios | 20,64    |                |          |
| Bieg na 400 m              | LaShawn Merritt   | 44,14 WL | Luguelín Santos                   | 44,53    | David Verburg  | 45,03    |
| Bieg na 800 m              | Duane Solomon     | 1:44,79  | Wesley Vázquez                    | 1:45,40  | Harun Abda     | 1:45,55  |
| Bieg na 110 m przez płotki | Shane Brathwaite  | 13,37    | William Sharman                   | 13,44    | Spencer Adams  | 13,45    |
| Bieg na 400 m przez płotki | Javier Culson     | 48,69    | Jeshua Anderson                   | 49,22    | Eric Alejandro | 50,10    |
| Skok w dal                 | Jeffrey Henderson | 8,02     | Nicholas Gordon                   | 7,65     | J.J. Jegede    | 7,64     |
| Rzut młotem                | Krisztián Pars    | 79,31    | Marcel Lomnický                   | 77,48    | Roberto Janet  | 74,64    |

### Kobiety
| Konkurencja:               | 1. miejsce        | Rezultat | 2. miejsce          | Rezultat   | 3. miejsce        | Rezultat   |
| Bieg na 100 m              | Michelle-Lee Ahye | 11,04 PB | Alexandria Anderson | 11,24      | Carrie Russell    | 11,32      |
| Bieg na 400 m              | Patricia Hall     | 51,55    | Kineke Alexander    | 51,70      | Jessica Beard     | 51,82      |
| Bieg na 3000 m             | Gabe Grunewald    | 8:53,38  | Beverly Ramos       | 8:57,68 PB | Stephanie Garcia  | 8:58,09 PB |
| Bieg na 400 m przez płotki | Georganne Moline  | 54,67    | Nickiesha Wilson    | 55,80      | Ristananna Tracey | 56,01      |
| Skok o tyczce              | Mary Saxer        | 4,58     | Yarisley Silva      | 4,48       | Katie Nageotte    | 4,48 PB    |
| Trójskok                   | Caterine Ibargüen | 14,87 WL | Yosiri Urrutia      | 14,47 PB   | Mabel Gay         | 14,42      |
| Rzut młotem                | Amanda Bingson    | 72,16    | Gwen Berry          | 71,46      | Jeneva McCall     | 70,78      |

## Rekordy
Podczas mityngu ustanowiono 3 krajowe rekordy w kategorii seniorów:
| Zawodnik        | Reprezentacja | Konkurencja                     | Rezultat |
| --------------- | ------------- | ------------------------------- | -------- |
| Tayron Reyes    | Dominikana    | bieg na 800 metrów              | 1:47,55  |
| Gerald Drummond | Kostaryka     | bieg na 400 metrów przez płotki | 51,09    |
| Pedro Múñoz     | Wenezuela     | rzut młotem                     | 68,44    |